# Gare de Vinstra
La gare de Vinstra est une gare ferroviaire de la ligne de Dovre. La gare se situe dans le village de Vinstra qui se situe dans la commune de Nord-Fron à 266,60 km d'Oslo.